# Batalla de Hattin
La batalla de Hattin, també coneguda com la Batalla de les Banyes de Hattin va tenir lloc el dissabte 4 de juliol del 1187 en un congost a l'oest del mar de Galilea, entre els croats del Regne de Jerusalem i les forces de la dinastia Aiúbida.
L'exèrcit musulmà sota el comandament de Saladí va capturar o matar la major part de les forces croades marcant el canvi d'iniciativa en la història de les Croades a favor dels islàmics i inaugurant l'hegemonia militar d'aquests últims als estats croats de Terra Santa, en detriment dels cristians, tot comportant, com a conseqüència més immediata, la conquesta de Jerusalem pel mateix Saladí, la progressiva pèrdua de la resta de ciutats croades i la destrucció dels regnes cristians fins a la seva total desaparició l'any 1291.

## Localització
La batalla va tenir lloc a prop de Tiberíades. El camp de batalla, al costat de la ciutat de Hattin tenia com a principal distintiu geogràfic un doble turó, les Banyes de Hattin, al costat d'un pas a través de les muntanyes del nord que és part del camí que enllaça Tiberíades, a l'est, amb Sant Joan d'Acre a l'oest. La carretera de Darb al Hawarnah, construïda pels romans, servia de via de comunicació principal entre el passos del Jordà, llac de Tiberíades i el mar Mediterrani.

## Antecedents
Guiu de Lusignan va esdevenir rei de Jerusalem el 1186 pel dret al tron de la seva esposa Sibil·la després de la mort del seu germà Balduí IV de Jerusalem. El Regne de Jerusalem estava políticament dividit en dues faccions: la facció de la cort, amb el mateix Guiu, Sibil·la i d'altres parents i aventurers nouvinguts al regne, com Reinald de Chatillon, així com Gerard de Ridefort, Gran Mestre dels Cavallers Templers i la facció dels nobles liderada per Ramon III de Trípoli, el qual havia esdevingut regent durant la infància de Balduí IV i s'havia oposat a la successió de Guiu al tron de Jerusalem. Contrariat pel resultat, Ramon, en comptes de seguir les passes d'altres barons i cavallers dels regnes cristians, que van afanyar-se a acudir a Jerusalem a prestar obediència al nou rei, va remuntar la Vall del Jordà en direcció a Tiberíades. La situació entre Guiu i Ramon esdevingué tan tensa que gairebé va derivar en guerra oberta entre tots dos, de tal manera que Guiu va pretendre assetjar Tiberíades, una fortalesa que pertanyia a Ramon i que estava comandada per la seva esposa Eschiva de Bures. Finalment, la guerra es va evitar en última instància gràcies a la mediació del partidari de Ramon, Balian d'Ibelin.
Entretant, els estats musulmans que rodejaven els estats croats s'havien ajuntat sota un mateix govern, gràcies a Saladí. Saladí havia estat nomenat visir d'Egipte el 1169 i ben aviat va governar aquest territori com a soldà. El 1174 va imposar el seu govern a Damasc, tot estenent la seva autoritat a Alep l'any 1176 i a Mossul, cap al 1183. Per bé que els croats liderats per Balduí IV havien derrotat Saladí a la batalla de Montgisard l'any 1177, l'escenari del 1180 esdevingué una difícil treva per a tots dos bàndols, la qual va ser trencada per les incursions de Reinald de Chatillon sobre les caravanes dels musulmans que viatjaven a través de la Transjordània. Per si no n'hi hagués prou, Reinald també va amenaçar d'atacar la ciutat de La Meca, a la península Aràbiga.
Quan Guiu va ser coronat rei, Ramon va acordar una treva per separat amb Saladí i l'any 1187 va permetre el sultà enviar un exèrcit al nord del Regne de Jerusalem. Al mateix temps, una ambaixada que marxava de Jerusalem a Trípoli per tal de negociar un tractat entre Ramon i Guiu va ser atacada i vençuda en la batalla de Cresson, l'1 de maig del 1187 per una petita força musulmana sota el comandament d'Al-Àfdal. Ramon, vençut pels remordiments va afanyar-se a reconciliar-se amb Guiu, el qual va convocar totes les forces de l'exèrcit del regne i es va disposar a marxar cap al nord a trobar-se amb Saladí.

## Setge de Tiberíades
Guiu de Lusignan i Ramon III de Trípoli es van trobar a Sant Joan d'Acre amb el gruix de l'exèrcit croat després de la seva reconciliació. D'acord amb determinades fonts europees, hom considera que aquest es componia d'uns 1.200 cavallers, un nombre més gran encara d'efectius de cavalleria lleugera, probablement 10.000 soldats d'infanteria reforçats per arquers de la flota mercantil italiana i un gran nombre de mercenaris (incloent-hi turcoples, arquers mercenaris turcs a cavall) manllevats gràcies a la col·laboració econòmica del rei Enric II d'Anglaterra. També hi acompanyava l'exèrcit croat la relíquia de la Vera Creu transportada pel bisbe d'Acre, el qual marxava en comptes del bisbe de Jerusalem, el patriarca Heracli, que estava malalt.
Saladí, disposat a enganyar Guiu tot fent-lo desplaçar-se lluny de les fonts de Seforis va encapçalar personalment el setge de la fortalesa de Ramon a Tiberíades el 2 de juliol mentre el gruix de l'exèrcit musulmà romania a Kafr Sabt. La guarnició de Tiberíades va tractar de pagar Saladí perquè aixequés el setge, però va rebutjar-ho argumentant que «Quan la gent s'adona que tenen un oponent al qual no és possible de comprar amb diners, esdevenen temorosos de perdre-ho tot a conseqüència de la guerra i llavors, en comptes de diners, ofereixen fer una treva... però només se'ls dona, a canvi, ser serfs sota el domini de l'espasa .» Aquell mateix dia la fortalesa va caure. Una torre va ser minada i així que hi va caure les tropes de Saladí van entrar tumultuosament a través de l'esquerda matant tots els resistents i prenent presoners. Eschiva de Bures, la muller de Ramon, va resistir assetjada a la ciutadella. Quan Saladí començava a minar l'estructura de la ciutadella va rebre la notícia que Guiu estava desplaçant l'exèrcit franc cap a l'est. Els croats s'havien empassat l'esquer.
La decisió de Guiu de deixar la seguretat de les seves defenses s'esdevingué a conseqüència del consell de guerra celebrat pels croats la nit del 2 de juliol. D'acord amb informacions relatives al que s'havia tractat a la reunió va haver-hi dos posicionaments contraris alimentats per enemistats personals irreconciliables entre els francs. Ramon va argumentar que una marxa d'Acre cap a Tiberíades era exactament el que Saladí volia, mentre que Seforis constituïa una forta posició defensiva per als croats. A més, Guiu volia preocupar-se per Tiberíades, una possessió personal de Ramon, i que tenia la ferma voluntat de sacrificar-la a canvi de la seguretat del Regne de Jerusalem. A desgrat de la reconciliació, Ramon, en resposta a aquest argument va ser acusat de covardia per Gerard de Ridefort, desitjós d'espolsar-se la derrota a la batalla de Cresson i per Reinald de Chatillon, els quals van influir Guiu decisivament per atacar immediatament.
Guiu va ordenar l'exèrcit marxar contra Saladí a Tiberíades, exactament el que aquest havia calculat, que resultaria més definitiu derrotar els croats en una sola batalla a camp obert que no assetjar les seves fortificacions.

## Batalla
Els croats van començar la marxa des de Seforis cap a Tiberíades el 3 de juliol. Ramon III de Trípoli conduïa l'avantguarda; Guiu de Lusignan el cos principal i Balian d'Ibelin, Reinald de Chatillon i els ordes militars en conformaven la rereguarda. La infanteria cobria la cavalleria perquè pogués fer una càrrega només quan estigués preparada, i no entrés en combat abans. Ben aviat, els croats van trobar-se encalçats per unitats musulmanes de cavalleria però a migdia l'exèrcit franc havia arribat a les fonts de Turan, a uns 10 quilòmetres de Seforis. Aquí, segons Saladí «El falcó de la infanteria franca i l'àliga de la seva cavalleria van apropar-se cap a l'aigua». Tiberíades era encara a 14 quilòmetres de distància, un sol dia de marxa, i abandonar un lloc amb subministrament segur d'aigua sota els constants atacs de l'exèrcit de Saladí semblava d'allò més insensat, però Guiu de Lusignan va ordenar marxar a última hora de la tarda amb el seu exèrcit cap a Tiberíades.
Saladí va deixar el setge de Tiberíades un cop l'exèrcit franc va sortir de Turan, i va enviar les dues ales del seu exèrcit a encerclar l'exèrcit franc i va ocupar les fonts de Turan, privant així els francs de tota possibilitat de retirada, en una maniobra que li donaria la victòria.
L'endemà, 4 de juliol, al matí l'exèrcit es va dividir en tres columnes desplegades entre dos turons volcànics, coneguts com les Banyes de Hattin. Gerard de Ridefort i Reinald de Chatillon van aconsellar Guiu que formés línies de batalla i atacar, com ja havia fet Amalric II de Lusignan. Ramon va encapçalar la primera divisió amb Ramon d'Antioquia, mentre Balian i Joscelí III d'Edessa conformaven la rereguarda. Mentre es disposava la tropa, cinc cavallers de Ramon van desertar en favor de Saladí, i la situació en el camp dels croats ja no tenia sortida. Els musulmans seguien assetjant i les columnes es van separar. Guiu de Lusignan va prendre una posició estratègica, al peu dels turons però les tropes de Saladí van calar foc a les herbes seques asfixiant i cegant als francs, i a través del fum la cavalleria musulmana va llençar prop de 400 descàrregues de fletxes.
Assedegats i desmoralitzats, els croats van intentar obrir-se camí a les fonts de Hattin, però foren interceptats per l'exèrcit de Saladí que els va bloquejar la ruta. Ramon va llançar dues càrregues però en la segona, Taqí-d-Din Úmar va obrir les files i es va veure separat del cos principal de l'exèrcit, veient-se forçat a retirar-se.
La infanteria croada va pujar al turó del nord de les Banyes de Hattin i es va trobar entre el penya-segat i els musulmans. Guiu va retirar-se amb la cavalleria a l'altra banya de Hattin on va provar d'acampar amb les tendes per tal de bloquejar la cavalleria musulmana, però sense protecció de la infanteria els cavallers van ser abatuts sobre les seves muntures pels arquers musulmans i la cavalleria no va tenir cap altre remei que lluitar a peu. Els croats estaven assetjats i malgrat les desesperades càrregues contra les posicions de Saladí, van ser finalment, vençuts.
| «                      | Quan el rei va conquerir el turó amb la seva companyia, va llançar una salvatge càrrega contra els musulmans que se'ls oposaven, tot forçant-los a retirar-se cap a les posicions del meu pare. Vaig mirar cap a ell el qual s'havia tornat pàl·lid davant el senyal de socors tot gratant-se la seva barba... Llavors els musulmans van tornar a atacar els francs tot remuntant el turó. Quan vaig veure'ls fugint dels musulmans que els perseguien vaig cridar d'alegria: "Els hem vençut". Però els francs van carregar-hi una altra vegada, com havien fet abans, tot empenyent els musulmans cap a la posició del meu pare. Ell va fer el que havia fet abans i els musulmans tornaren contra ells i els van forçar a retirar-se cap a dalt del turó. Vaig cridar una altra volta "Els hem vençut". El meu pare es va girar cap a mi i em va dir: "Silenci! No els haurem vençut fins que aquella tenda no hi hagi caigut". Tan aviat com Saladí va pronunciar aquelles paraules la tenda vermella del rei va caure. | » |
| — Crònica Ibn al-Athir | |   |

Els musulmans van capturar la tenda reial de Guiu de Lusignan i la Vera Creu, en la lluita per la qual el bisbe d'Acre va morir. Els presoners, incloent Guiu, el seu germà Amalric, Rainald, Guillem V de Montferrat, Gerard de Ridefort, Humfred IV de Toron, Hug de Jabala, Plivain de Botron, Hug de Gibelet i molts altres. Probablement poc més de 3.000 cristians van aconseguir escapar del desastre. El text anònim De Expugnatione Terrae Sanctae per Saladinum Libellus denuncia que Ramon, Joscelí, Balian i Reginald de Sidó hi van fugir en mig de la batalla abandonant a la seva sort els cristians, els turcs i la Vera Creu.

## Conseqüències
Els presoners, exhaustes, van ser duts a la tenda de Saladí, on Guiu de Lusignan va rebre un calze d'aigua fresca com a mostra de la seva generositat. Quan Guiu va passar el calze a Reinald de Chatillon, Saladí va fer notar el vell que ell no li havia ofert l'aigua. Saladí va acusar Rainald d'haver trencat els juraments i aquest va contestar que «Els reis actuen sempre d'aquesta manera», i Saladí va decapitar-lo amb l'espasa. Guiu, a la vista del cadàver de Reinald, va caure de genolls però Saladí li comminà a aixecar-se tot dient «Els reis no es maten entre ells». La Vera Creu va ser plantada de cap per avall i enviada a Damasc.
Saladí va recórrer els deu quilòmetres que el separaven de Tiberíades el 5 de juliol i va assetjar la ciutadella guardada per la Comtessa Esquiva, que finalment va ser autoritzada a abandonar la fortalesa amb la seva família, seguidors i pertinences. Raimon III de Trípoli, tot i haver escapat amb vida de la batalla, va morir més tard, el 1187, de pleuresia.
Dos dies després de la batalla, els cavallers templers i hospitalers capturats van tenir l'oportunitat de convertir-se a l'Islam. D'acord amb Imad al-Din, sols uns pocs van acceptar la proposta i van esdevenir uns bons musulmans i els altres van ser decapitats. Com a acte de solidaritat, molts dels croats capturats –tot i no ser-ho— van manifestar que eren també templers, forçant així els seus captors, també, a decapitar-los. Es diu que Nicasi Camut de Burgio, un cavaller hospitaler venerat després com a màrtir cristià va ser una de les víctimes. Diversos homes de Saladí van deixar l'exèrcit després d'emportar-se amb ells presoners francs com a esclaus. Guiu va ser dut a Damasc com a presoner i els altres van ser amb el temps rescatats.
| «                                   | Saladí va ordenar que havien de ser decapitats tot preferint executar-los que no pas tenir-los a la presó. Amb ell hi havia un grup d'estudiants, sufís i un cert nombre de devots i ascetes, els quals li van demanar que els permetés matar algun dels presoners i alçaven l'espasa i s'arremangaven. Saladí, amb expressió joiosa, romania assegut sobre la seva tarima mentre que els infidels eren objecte de la més negra desesperació. | » |
| — Imad ed-Din, Secretari de Saladí. | |   |

A mitjans de setembre, Saladí havia pres Sant Joan d'Acre, Nablus, Jaffa, Toró, Sidó, Beirut i Ascaló. Tir va salvar-se per la fortuïta arribada de Conrad de Montferrat. Jerusalem va ser defensada per la reina Sibil·la, el patriarca Heracli i Balian d'Ibelin, els quals, van negociar la rendició de la ciutat amb Saladí.
La notícia de la desastrosa derrota de Hattin va ser portada a Europa per Joscius, arquebisbe de Tir, i per altres pelegrins i viatgers. Immediatament es va planejar una nova croada. El papa Gregori VIII va publicar la butlla Audita tremendi. Anglaterra i França recaptaren diners per finançar la croada. No obstant això, la subseqüent tercera croada, no va tenir lloc fins al 1189, estant formada per tres contingents separats conduïts per Ricard Cor de Lleó, Felip August de França i Frederic I Barbaroja, del Sacre Imperi.

## Realitat i ficció
D'acord amb el cronista Ernoul, les notícies referents a la derrota de Hattin van causar la mort al Papa Urbà III a causa de la impressió.
La batalla i gran part del rerefons del conflicte és reflectit a la novel·la The Brethren (Els Germans), de sir Henry Rider Haggard, així com per la pel·lícula El regne del cel, de Ridley Scott l'any 2005.
La pel·lícula èpica de Youssef Chahine An-Nàssir Salah-ad-Din presenta una versió altament idealitzada de la batalla. La primera escena del llibre de Jack Whyte Standard of Honour (2007) descriu la batalla de Hattin. La novel·la sueca Tempelriddaren (El Templer) de Jan Guillou, retrata Arn Magnusson, també conegut com a Arn de Gothia, com un des sobrevivents (l'únic sobrevivent templer) de la batalla. La novel·la Knight Crusader de Ronald Welch inclou referències a la batalla de Hattin en gran part del llibre.